# Karel Alexandr Württemberský
Karel Alexandr Württemberský (německy Karl či Carl Alexander von Württemberg-Winnental 24. ledna 1684 Stuttgart – 12. března 1737 Ludwigsburg) byl německý vojevůdce a v letech 1733 až 1737 jedenáctý vládnoucí vévoda württemberský. Před nástupem do funkce ve Württembergu působil jako císařský generál a říšský polní maršál.

## Život
Karel Alexandr byl nejstarším synem Bedřicha Karla Württemberského a Eleonory Juliany Braniborsko-Ansbašské. Bedřich Karel byl v letech 1677 až 1693 poručníkem vévody Eberharda Ludvíka, a tedy také regentem Württemberska.
Když Eberhard Ludvík v roce 1733 zemřel, byl jeho jediný syn Bedřich Ludvík už od roku 1731 mrtvý. Tím přešel württemberský trůn na jeho bratrance Karla Alexandra, který jako úspěšný vojevůdce v císařských službách v roce 1712 konvertoval na katolickou víru. Vojenského úspěchu dosáhl v armádě Evžena Savojského ve válce o španělské dědictví a v taženích proti Turkům v letech 1717/1718. Od roku 1719 byl císařským generálním gubernátorem Bělehradu a obsazeného srbského území.
Po nástupu do funkce si Karel Alexandr zřídil rezidenci ve Stuttgartu, zatímco jeho předchůdce Eberhard Ludvík sídlil v Ludwigsburgu. Jako vévoda se Karel Alexandr nadále účastnil císařských vojenských akcí, jako byla válka o polské následnictví, během níž byl v lednu 1734 jmenován polním maršálem Švábského kraje a v květnu téhož roku císařským polním maršálem.

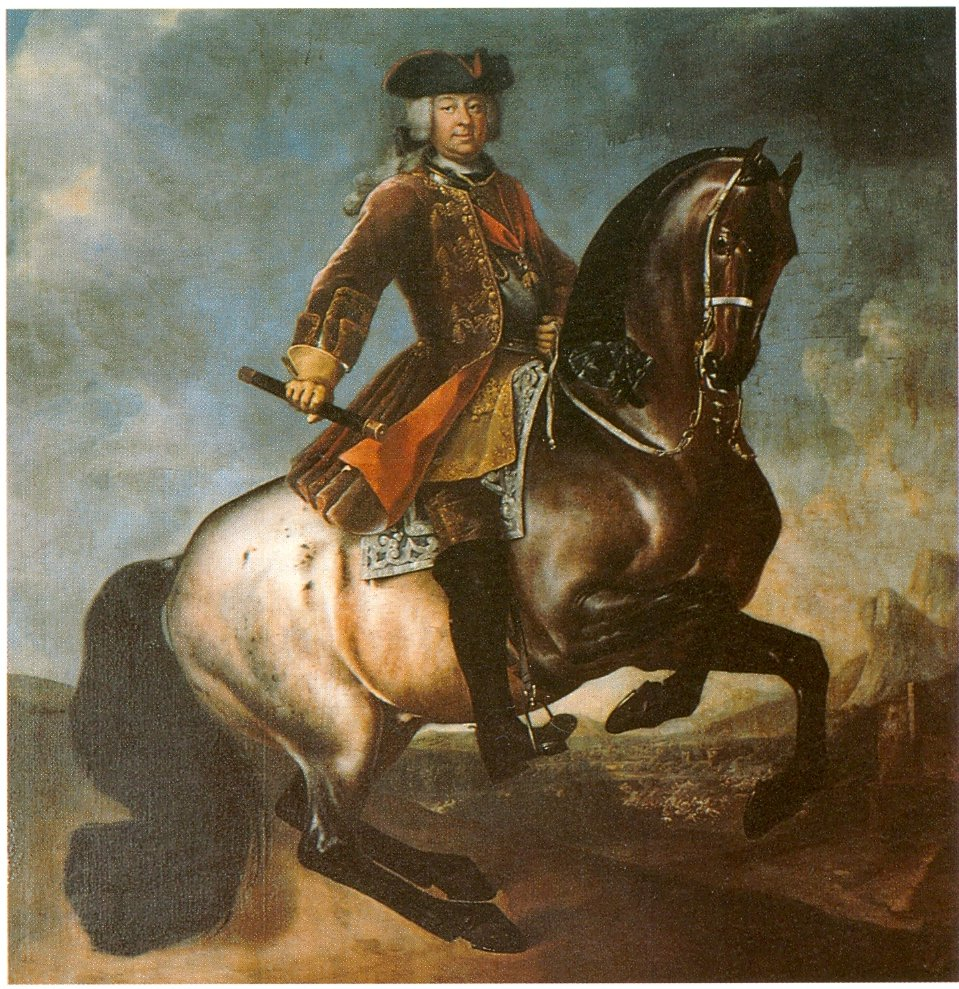
August Querfurt: Vévoda Karel Alexandr na koni, mezi 1733 a 1737

Války a nákladný dvůr Vévodství württemberské finančně těžce zatížily. Proto byl vévodovým tajným finančním radou jmenován Joseph Süß Oppenheimer, židovský finanční makléř a bankéř. Protestantské zemské stavy se domnívaly, že jejich finanční samospráva byla narušena finančními a fiskálními opatřeními prováděnými katolickým vévodou s pomocí Oppenheimera. Tak vznikl konflikt mezi katolickým vévodou a protestantským obyvatelstvem, zastoupeným svými stavy.
Karel Alexandr nečekaně zemřel 12. března 1737 následkem plicního edému. Jeho smrt umožnila stavům intrikovat proti Oppenheimerovi, který se nakonec stal obětí antisemitské justiční vraždy.
Nástupcem Karla Alexandra se stal jeho syn Karel Evžen, který byl v roce 1744 předčasně prohlášen za plnoletého. Do té doby byl regentem vévoda Karel Rudolf z Neuenstadtu jako další agnát Karla Alexandra.

## Potomstvo
Karel Alexandr byl od roku 1727 ženatý s Marií Augustou Thurn-Taxisovou (1706–1756), dcerou knížete Anselma Františka Thurn-Taxise a Marie Ludvíky Anny Františky rozené Lobkovicové. Měli šest děti, z nichž čtyři se dožily dospělosti:
- Karel Evžen Württemberský (11. února 1728 – 14. října 1793), vévoda württemberský od roku 1737 až do své smrti,

⚭ 1748 Alžběta Bedřiška Žofie Braniborsko-Bayreuthská (30. srpna 1732 – 6. dubna 1780)
⚭ 1785 Franziska von Hohenheim (10. ledna 1748 – 1. ledna 1811), morganatické manželství
- Evžen Ludvík Württemberský (*/† 1729)
- Ludvík Evžen Württemberský (6. ledna 1731 – 20. května 1795), vévoda württemberský od roku 1793 až do své smrti, ⚭ 1762 Žofie Albertina z Beichlingenu (15. prosince 1728 – 10. května 1807), morganatické manželství
- Fridrich II. Evžen Württemberský (21. ledna 1732 – 23. prosince 1797), vévoda württemberský od roku 1795 až do své smrti, ⚭ 1753 Bedřiška Braniborsko-Schwedtská (18. prosince 1736 – 9. března 1798)
- Alexandr Evžen Württemberský (1. srpna 1733 – 21. února 1734)
- Augusta Alžběta Württemberská (30. října 1734 – 4. června 1787), ⚭ 1753 Karel Anselm, 4. kníže z Thurn-Taxisu (2. června 1733 – 13. listopadu 1805)

Pozoruhodné je, že všichni tři synové postupně nastoupili na trůn.